# Vladimír Meličko
Vladimír Meličko (18. ledna 1893 Turčiansky Svätý Martin – 11. listopadu 1946 Bratislava) byl slovenský klavírista, sbormistr a hudební skladatel.

## Život
Byl synem učitele a sbormistra Jána Melička (1846–1926). Maturoval na Vyšší obchodní škole v Martině. Během studií pomáhal otci při řízení Slovenského spevokolu. V roce 1912 vstoupil na Pražskou konzervatoř, kde studoval hru na klavír u Josefa Procházky a skladbu u Karla Steckera. Po vypuknutí 1. světové války byl nucen studium přerušit, ale ihned po vzniku Československé republiky studium dokončil v kompoziční třídě Josefa Bohuslava Foerstra.
Po absolvování konzervatoře působil krátce v Prešově. Byl redaktorem Šarišského hlasu a úředníkem. Rovněž pořádal koncerty z vlastní tvorby. Publikoval články na hudební témata a recenze. Od roku 1922 pracoval v bratislavském Národním divadle. Nejprve byl tajemníkem družstva Slovenského národního divadla, později působil jako baletní a operní korepetitor a v roce 1938 se stal sbormistrem.

## Dílo
Své první skladby napsal ještě jako student. Komponoval převážně sbory, písně a klavírní skladby. Zamýšlenou operu podle Hájnikovy ženy Pavla Országha Hviezdoslava nikdy nedokončil. Mezi jinými zkomponoval:
- Slovenský brat (sbor na slova Andreje Sládkoviče)
- Slovenská rapsódia (klavír)
- Mazurka (klavír)
- Valčíky (klavír)
- Anča (melodram na text Pavla Országha Hviezdoslava)
- Opustěná, Jánošíkova smrt (písně)